# Артикль (англійська мова)
Арти́кль (англ. article) — найпопулярніший визначник іменника. В англійській мові існує два артиклі: неозначений і означений.

## Неозначений артикль
Неозначений артикль має дві форми: a та an. A вживається перед словами, які починаються приголосним; an — перед словами, що починаються голосним звуком.
Наприклад: a table (стіл), a chair (стілець), a sofa (канапа), an apple (яблуко), an(тому що в звуковій транскрипції hour звучить як [ ˈaʊə(r) ])hour (година), an army (армія).
Історично неозначений артикль утворився від числівника one — один і тому переважно вживається з обчислювальними іменниками в однині. Він зараховує предмет до класу однорідних предметів, не відокремлюючи його: будь-який, якийсь, один із.
Наприклад: It is a car (Це є автомобіль), A man wants to see you (Якийсь чоловік хоче вас бачити).
Неозначений артикль вживається в деяких фразах, наприклад: a lot of/ a great deal of/ a number of (багато), a few (декілька, кілька), a little (трохи, небагато), as a result of (внаслідок чого-небудь), at a time (водночас), at a speed of (зі швидкістю), for a short/long time (протягом недовгого/тривалого часу), on a large scale (у великому масштабі), it is a pity (шкода), to be in a hurry (поспішати), to have a good time (гарно провести час), to be at a loss (бути в скруті), to have a headache (відчувати головний біль), to have a cold (застудитися), to go for a walk (піти на прогулянку), to take a seat (сісти).

## Означений артикль
Означений артикль the походить від вказівного займенника that — той. Він індивідуалізує, відокремлює предмет із ряду однотипних: цей, це, отой, той самий, який.
Означений артикль вживається як перед обчислювальними, так і перед необчислювальними іменниками в однині та множині.
Наприклад: The newspapers are on the table (газети на столі), the water is cold (вода холодна).
Означений артикль завжди вживається:
- перед прикметниками найвищого ступеня порівняння:

the best friend (найкращий друг), the most interesting film (найцікавіший фільм)
- перед порядковими числівниками, якщо вони є означенням до іменника:

the first lesson (перший урок), the sixth year (шостий рік).
- перед предметами та поняттями, одиничними у своєму роді:

the sun — сонце, the moon — місяць
- перед назвами груп островів, річок, морів, океанів, гірських хребтів:

the Thames — Темза, the Atlantic Ocean — Атлантичний океан, the Alps — Альпи, the West Indies — Вест-Індія;
назви окремих гірських вершин, проте, вживаються без артикля: Everest, Elbrus, Montblanc;
- перед назвами суден, готелів, англійських та американських газет і журналів: the «Titanik», the «Metropol», the «Morning Star»;
- перед такими назвами країн, місцевості і міст: the Crimea (Крим), the Caucasus (Кавказ), the Netherlands (Нідерланди), the United Kingdom (Сполучене Королівство), the United States of America (Сполучені Штати Америки);
- перед прізвищами, які вживаються в множині, на позначення членів однієї й тієї ж родини: the Browns — Брауни, the Ivanovs — Іванови

Означений артикль вживається в ряді сполук, наприклад:
in the morning (вранці), in the evening, (ввечері) in the afternoon (вдень), але at night (вночі), in the country (за містом, у селі), on the right/left (справа/зліва), on the after tomorrow (післязавтра), the other day (днями), the day before yesterday (позавчора), on the one/other hand (з одного/іншого боку), on the whole (у цілому), What's the time? (Котра година), to play the piano / the violion (грати на піаніно/скрипці), to tell the time (сказати котра година), to tell the truth (говорити правду), to pass the time (проводити час).

## Артикль відсутній
Артикль відсутній (нульовий) перед іменниками, які мають при собі який-небудь інший визначник:
- присвійний займенник:

my — мій, his — його, her — її, its — його, our — наш, your — твій, ваш, their — їхній;
- вказівні займенники:

this — цей, that — той, these — ці, those — ті;
- неозначені займенники:

much/many (багато), little/few (мало), some (деякі, які-небудь, декілька), any (будь-який), each (кожний), either (і той і інший), neither (ні той, ні інший);
- питальні займенники:

what — який, what kind of — який, що за, which — який, котрий.
Приклади:
Give me your book, please. (Дай мені, будь ласка, свою книгу).
This house is very old (Цей будинок дуже давній).
Come at any time (Приходьте будь-коли).
What kind of book is this? (Що це за книга?)
- Артикль відсутній перед іменниками — власними назвами: Moscow, Europe, John Smith.

- Артикль відсутній перед обчислювальними іменниками в множині, коли в однині в аналогічних випадках слід було б ужити неозначений артикль:

Boys like to play hockey (Хлопці люблять грати в хокей).
His sons are students (Його сини — студенти).
- Артикль відсутній перед необчислювальними іменниками, які означають речовину або абстрактне поняття:

Knowledge is power (Знання — сила).
Ukraine is rich in kind people (Україна багата добрими людьми).

## Корисні ресурси
- Артикль в англійській мові — Liuro [Архівовано 16 жовтня 2014 у Wayback Machine.] (укр.)
- Вебсайт із самостійного тренування артиклів [Архівовано 16 серпня 2016 у Wayback Machine.] (англ.)